# Eberhard von Mylius
Eberhard Franz Freiherr von Mylius (auch Everhard; * 30. Juni 1813 in Köln; † 6. Juni 1861 in Aachen) war ein deutscher Jurist, Politiker und Mitglied der Frankfurter Nationalversammlung.

## Leben
Eberhard von Mylius war der Sohn des Kölner Oberbürgermeisters und Juristen Karl Josef von Mylius (1778–1838) und dessen Ehefrau Maria Walburga, geb. Freiin Geyr von Schweppenburg. Er studierte Rechtswissenschaften in Bonn und Berlin. In Bonn schloss er sich 1832 der Burschenschaft Marcomannia an. Nach dem Studium war er als Auskultator und Referendar in Halberstadt tätig. 1835 wurde er aufgrund seiner Mitgliedschaft in einer Burschenschaft verfolgt, jedoch nicht angeklagt. Von 1840 bis 1846 war er als Landgerichtsassessor in Köln, Saarbrücken und Düsseldorf angestellt. 1847/48 war er als Staatsprokurator am Kölner und Klever Landgericht tätig.
1838 erbte er nach seinem Vater das Rittergut Aldenrath bei Köln. Dessen Witwe Walburga von Geyr teilte das Erbe unter ihren Kindern auf, wodurch Aldenrath an Eberhard von Mylius gelangte. Er ließ die Hofgebäude neu aufbauen und das Gut durch den Kauf 50 Morgen gerodeten Waldgebietes vergrößern.
Da Eberhard von Mylius ledig und kinderlos blieb, fiel das Gut nach seinem Tode zurück an seine Mutter. Nach deren Tod 1882 gelangte es durch testamentarische Verfügung an ihre drei Töchter. Letztlich wurde die Burg an die Industrie verkauft, die den Gutshof verpachtete und die Burg selbst zu Wohnzwecken umbauen ließ. 1936 musste sie dem Braunkohleabbau weichen und wurde abgerissen.
1847 war von Mylius Abgeordneter im Rheinischen Provinziallandtag und im Ersten Preußischen Vereinigten Landtag. 1848 war er für den Wahlkreis 32. Provinz Rheinland (Geldern) im Paulskirchenparlament. Er blieb fraktionslos und war Mitglied des Zentralausschusses. 1849 war er in der Gothaer Versammlung.
Von 1848 bis 1850 war er kommissarischer Landrat des Kreises Jülich. Von 1850 bis zu seinem Tod war er als Staatsprokurator, später als Oberprokurator am Landgericht in Aachen tätig.